# Eleccions legislatives portugueses de 1979
Les eleccions legislatives portugueses de 1979 es van celebrar el 12 de desembre de 1979, i hi va guanyar l'Aliança Democrática (AD), formada pel PSD, CDS i PPM, que assolí gairebé el 42,5% dels vots. Amb la victòria d'Aliança Democrática, Francisco Sá Carneiro, membre del PSD fou nomenat Primer Ministre de Portugal.

## Antecedents
El 1976 es realitzaren les primeres eleccions completament democràtiques de Portugal, aconseguint el Partit Socialista de Soares la victòria simple formant un govern en minoria amb alguns independents, amb Mário Soares com a Primer Ministre de Portugal. Davant una situació econòmica desastrosa, el govern de Soares emprengué mesures polítiques d'austeritat, les quals el feren molt impopular i generaren revoltes internes. El govern del primer ministre Mário Soares col·lapsant a l'agost de 1978 succeint-lo tres governs nomenats pel president i encapçalats per Alfredo Nobre da Costa, Carlos Mota Pinto i Maria de Lourdes Pintasilgo dels quals els dos primers també van col·lapsar per manca de suport parlamentari.

## Coalicions
L'Aliança Democrática (AD) era formada pel CDS, que va guanyar 43 escons, PSD, que assolí 73 escons (endemés de 7 fora de la coalició) i PPM, amb 5 escons.
L'Aliança Poble Unit (APU) era formada pel PCP, que assolí 44 escons i el MDP/CDE, que assolí 3 escons.

## Resultats
|                          |                                               |                                               |           |           |          |     |  |  |  |  |  |  |  |
| Partits                  | Partits                                       | Partits                                       | Vots      | %         | Escons   | +/- |  |  |  |  |  |  |  |
|                          |                                               | Partit Socialdemòcrata (PSD)                  | 2.554.458 | 43,71     | 73 / 250 | 8   |  |  |  |  |  |  |  |
|                          | Centre Democràtic Social (CDS-PP)             | 43 / 250                                      | 2.554.458 | 43,71     | 2        |     |  |  |  |  |  |  |  |
|                          | Partit Popular Monàrquic (PPM)                | 5 / 250                                       | 2.554.458 | 43,71     | 5        |     |  |  |  |  |  |  |  |
|                          | Partit Socialdemòcrata (PSD)                  | 141.227                                       | 2,42      | 7 / 250   | 1        |     |  |  |  |  |  |  |  |
|                          | Centre Democràtic Social (CDS-PP)             | 23.523                                        | 0,40      | 0 / 250   | 1        |     |  |  |  |  |  |  |  |
| Aliança Democràtica (AD) | Aliança Democràtica (AD)                      | 2.719.208                                     | 46,53     | 128 / 250 | 13       |     |  |  |  |  |  |  |  |
|                          | Partit Socialista (PS)                        | Partit Socialista (PS)                        | 1.642.136 | 28,10     | 74 / 250 | 33  |  |  |  |  |  |  |  |
|                          |                                               | Partit Comunista (PCP)                        | 1.129.322 | 19,32     | 44 / 250 | 4   |  |  |  |  |  |  |  |
|                          | Moviment Democràtic Portuguès (MDP)           | 3 / 250                                       | 1.129.322 | 19,32     | -        |     |  |  |  |  |  |  |  |
| Aliança Poble Unit (APU) | Aliança Poble Unit (APU)                      | 47 / 250                                      | 1.129.322 | 19,32     | 7        |     |  |  |  |  |  |  |  |
|                          | Unió Democràtica Popular (UDP)                | Unió Democràtica Popular (UDP)                | 130.842   | 2,24      | 1 / 250  | =   |  |  |  |  |  |  |  |
|                          | Partit Democristià (PDC)                      | Partit Democristià (PDC)                      | 72.514    | 1,24      | 0        | 0   |  |  |  |  |  |  |  |
|                          | PCTP/MRPP                                     | PCTP/MRPP                                     | 53.268    | 0,91      | 0        | 0   |  |  |  |  |  |  |  |
|                          | Unió d'Esquerra Socialista Democràtica (UEDS) | Unió d'Esquerra Socialista Democràtica (UEDS) | 43.325    | 0,74      | 0        | 0   |  |  |  |  |  |  |  |
|                          | Partit Socialista Revolucionari (PSR)         | Partit Socialista Revolucionari (PSR)         | 36.978    | 0,63      | 0        | 0   |  |  |  |  |  |  |  |
|                          | Partit Obrer de la Unitat Socialista (POUS)   | Partit Obrer de la Unitat Socialista (POUS)   | 12.713    | 0,22      | 0        | 0   |  |  |  |  |  |  |  |
|                          | OCMLP                                         | OCMLP                                         | 3.433     | 0,06      | 0        | 0   |  |  |  |  |  |  |  |
|                          |                                               |                                               |           |           |          |     |  |  |  |  |  |  |  |
| Vots vàlids              | Vots vàlids                                   | Vots vàlids                                   | 5.843.739 | 97,27     |          |     |  |  |  |  |  |  |  |
| Vots blancs i nuls       | Vots blancs i nuls                            | Vots blancs i nuls                            | 163.714   | 2,73      |          |     |  |  |  |  |  |  |  |
| Total                    | Total                                         | Total                                         | 6.007.453 | 100       | 250      | 13  |  |  |  |  |  |  |  |
| Abstenció                | Abstenció                                     | Abstenció                                     | 1.241.893 | 17,13     |          |     |  |  |  |  |  |  |  |
| Inscrits/Participació    | Inscrits/Participació                         | Inscrits/Participació                         | 7.249.346 | 82,87     |          |     |  |  |  |  |  |  |  |

## Conseqüències
L'Aliança Democrática (AD) va formar govern amb Francisco Sá Carneiro al capdavant del govern, però en ser eleccions extraordinàries i el Parlament de mandat fix, el 1980 es van celebrar unes altres eleccions.